# شهير زعرور
شهير زعرور (14 مارس 1983 بمونتروي في فرنسا - ) هو لاعب كرة قدم فرنسي في مركز الدفاع. لعب مع نادي أرليه أفينيون ونادي أميين ونادي باريس ونادي ديجون ونادي كان وKhatoco Khanh Hoa FC ‏ وAC Amiens ‏ وFCM Aubervilliers ‏.

## وصلات خارجية
- شهير زعرور على موقع قاعدة بيانات كرة القدم.إي يو (الإنجليزية)
- شهير زعرور على موقع Soccerway.com (الإنجليزية)